# Xgl

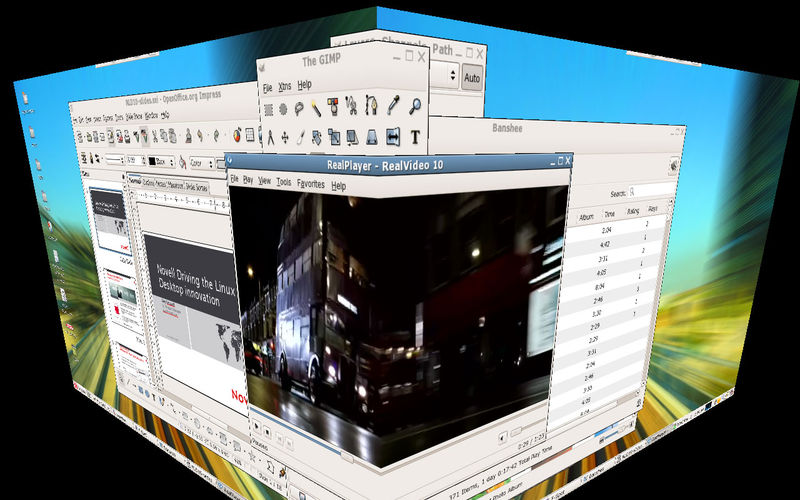
Uno screenshot di Compiz su Xgl.

XGL, acronimo di X over OpenGL, è una implementazione obsoleta del protocollo X Window System progettata per sfruttare a pieno le moderne schede grafiche attraverso i loro driver OpenGL ed è sviluppata sulla base di OpenGL utilizzando la libreria glitz. Supporta l'accelerazione in hardware di tutto X, applicazioni OpenGL e XVideo, nonché effetti grafici grazie ad un compositing window manager come Compiz o Beryl. Il progetto fu iniziato dal dipendente di Novell David Reveman e uscito la prima volta il 2 gennaio 2006.
In alcune demo, Novell mostra esempi con effetti di trasparenza applicati alle finestre delle applicazioni, possibilità di miniaturizzare al volo la riproduzione di un video senza perdere frame e un'interfaccia grafica tridimensionale a forma di prisma che permette di tenere sott'occhio da 4 a 25 desktop.
È stato rimosso dal server X.org in favore di AIGLX il 12 giugno 2008.